# Escudo de Allande
El escudo de Allande fue otorgado por el rey Alfonso XI al pueblo allandés por la ayuda prestada en la batalla del Salado contra los musulmanes el 30 de octubre de 1340.
Sobre fondo de azur se ve la Cruz de la Victoria en oro y piedras preciosas, con las letras griegas Alfa mayúscula y Omega minúscula ambas de oro y colgadas de sus brazos. Rodeándolo hay una bordura de gules con 8 lunas menguantes en oro con las puntas hacia abajo. En la heráldica cristiana este símbolo se usa para representar una victoria sobre los musulmanes. Sobre todo esto, una corona real abierta remata el escudo.
- Datos: Q8777809